# Hockey Club Arosa
Le HC Arosa est un club de hockey sur glace du village de Arosa dans le canton des Grisons en Suisse. Fondé en 1924, il a remporté neuf titres de champion de Suisse, dont sept de suite au début des années 1950. Il est un des clubs les plus titrés de Suisse.
Son président est Matthias Weber.

## Histoire du club

### Fondation et premières années
Au début du XXe siècle, on pratique le bandy dans la station thermale d'Arosa où un rink de bandy est installé sur le lac Obersee (de) gelé.
Cependant, l'enthousiasme de la jeunesse locale se tourne un peu plus tard vers le hockey sur glace, sport naissant alors en Europe. Les jeunes gens d'Arosa jouent au football en été et se rencontrent chaque fois en hiver devant l'actuel Robinson Club d'Arosa pour s'entraîner et jouer sur le Rothornseeli. En décembre 1924, huit membres du club de football fondent le HC Arosa. Parmi eux se trouvent Hans Staub, le futur champion du monde de ski alpin David Zogg et Beni Führer. Le premier match officiel a lieu le 14 décembre 1924 à Arosa contre le Grasshopper Club Zurich que le HC Arosa remporte sur le score de 3 à 1. Ces années-là, les matchs se jouent sans protection, en maillot de football et avec des pantalons courts.
Dans un premier temps, c'est principalement des matchs amicaux contre d'autres clubs qui sont disputés. Pour les rencontres contre le HC Davos dans la vallée de la Landwasser, les joueurs d'Arosa franchissent chaque fois le col de la Maienfelder Furgga (de) à ski et avec l'équipement de hockey. En 1930, la Goldcup d'Arosa, un tournoi international (qui devient ensuite la Sonnengold-Cup) est créée selon le modèle de la Coupe Spengler. En 1931, le HC Arosa accède à la série A. En décembre 1938, emmenés par Karl et Werner Lohrer, Arosa tient en échec pour la première fois un adversaire canadien et l'équipe de Pologne. L'année suivante, Arosa participe à la ligue nationale. En 1942, l'Aroser Sturm, ligne d’attaque composée des frères Ulrich et Gebhard Poltera et de Hans-Martin Trepp, fait ses débuts en équipe nationale. Pendant la saison 1944-1945, l'équipe se classe quatrième du championnat de Suisse et en 1946, elle accède pour la première fois au podium avec une troisième place. Cette même année, Arosa bat pour la première fois en championnat régulier l'équipe du HC Davos sur le score de 6 à 5.

### Les années 1950 et 1980 couronnées de succès
Dans l'histoire du sport suisse, les succès d'Arosa pendant les années 1940 et 1950 sont célèbres : l'Aroser Sturm comptant parmi les meilleures lignes d'attaque d'Europe, le club peut fêter sept titres de champion national consécutifs de 1951 à 1957. La suprématie nationale de cette ligne ne peut être brisée qu'en 1957-1958 en raison d'absences sur blessures.
La fin des années 1970 voit à nouveau la promotion d'Arosa de la première ligue amateur vers le niveau supérieur, après une longue période de disette sportive. Dans les années 1980, la rivalité sportive avec le HC Bienne pour le titre et les derbies grisons contre le HC Davos font les gros titres des journaux. Les deux formations grisonnes ne sont pas seulement aussi âgées et aussi titrées, elles peuvent également s'appuyer sur de fidèles supporters lesquels font plonger leurs patinoires respectives dans une marée jaune et bleu, les couleurs des deux clubs. Sous la direction du président Peter Bossert et avec Lasse Lilja comme entraîneur, le HC Arosa fête ses huitième et neuvième titres en 1980 et 1982. Pendant la saison 1984-1985, le dixième titre semble assuré, Arosa menant après la première phase du championnat avec sept points sur son second, mais Arosa termine finalement la saison au troisième rang après des matchs retours aux résultats mitigés.

### Le retrait volontaire de la ligue nationale
La professionnalisation du hockey sur glace suisse progresse rapidement au début des années 1980, une demande accrue sur le budget du club et une certaine saturation de l'intérêt des spectateurs après le titre de champion en 1982 met de plus en plus à mal les finances du club. La situation géographique d'Arosa, au fond de la sinueuse vallée du Schanfigg (de) qui ne facilite pas les déplacements des supporters, n'est pas non plus un avantage.
Avec l'établissement dès 1984 du HC Coire comme troisième club grison en LNA, la situation financière du club ne laisse plus d'autre solution qu'une relégation en première ligue (troisième division). La relégation volontaire d'Arosa au terme de la saison 1985-1986, que le club termine au huitième rang, est une première dans l'histoire du hockey suisse.

## Palmarès
- LNA
  - 1951, 1952, 1953, 1954, 1955, 1956, 1957, 1980, 1982
- LNB
  - 1977
- National Cup
  - 2022

## Joueurs
| No    | Nom               | Nat. | Position  | Arrivée                               |
| ----- | ----------------- | ---- | --------- | ------------------------------------- |
| +028, | Kilian Bernasconi |      | Gardien   | 2023 - HC Ambri-Piotta U20            |
| +031, | Florian Haller    |      | Gardien   | 2022 - HC Davos U20                   |
| +033, | Jamal Korty       |      | Gardien   | 2019 - HC Prättigau-Herrschaft        |
| +053, | Alain Bahar       |      | Défenseur | 2019 - HC Thurgovie                   |
| +003, | Luka Carevic      |      | Défenseur | 2016 - HC Davos U20                   |
| +069, | Janis Egger       |      | Défenseur | 2023 - EHC Seewen                     |
| +002, | Michael Thomas    |      | Défenseur | 2022 - Colby College                  |
| +004, | Valentino Varano  |      | Défenseur | 2023 - HC Davos U20                   |
| +065, | Serge Weber       |      | Défenseur | 2023 - SC Langenthal                  |
| +092, | Jan Wieszinski    |      | Défenseur | 2023 - EHC Dübendorf                  |
| +044, | Rui Zryd          |      | Défenseur | 2020 - SCL Tigers U20                 |
| +093, | Reto Amstutz      |      | Attaquant | 2015 - EHC Thun                       |
| +071, | Patrick Bandiera  |      | Attaquant | 2017 - EHC Burgdorf                   |
| +007, | Stefan Diezi      |      | Attaquant | 2020 - GCK Lions U20                  |
| +013, | Hassan Krayem     |      | Attaquant | 2020 - EHC Winterthur                 |
| +008, | Karym Krayem      |      | Attaquant | 2023 - EHC Frauenfeld                 |
| +098, | Manuel Laimbacher |      | Attaquant | 2022 - EHC Wetzikon                   |
| +089, | Marino Misani     |      | Attaquant | 2022 - HC Davos U20                   |
| +086, | Nick Pressacco    |      | Attaquant | 2023 - EHC Seewen                     |
| +019, | David Rattaggi    |      | Attaquant | 2020 - HC Bâle                        |
| +022, | Marcell Révész    |      | Attaquant | 2023 - DEAC                           |
| +017, | Nino Russo        |      | Attaquant | 2023 - HC Davos                       |
| +011, | Luca Schommer     |      | Attaquant | 2020 - EHC Chur                       |
| +033, | Philip Schärz     |      | Attaquant | 2023 - SCL Tigers U20                 |
| +009, | Andreas Tschudi   |      | Attaquant | 2020 - SCRJ Lakers U20                |
| +006, | Linus Haller      |      | Attaquant | 2023 (prêt) - HC Davos U20            |
| +074, | Ivo Knuchel       |      | Attaquant | 2023 (prêt) - HC Prättigau-Herrschaft |